# María Beatriz Aniceto Pardo
María Beatriz Aniceto Pardo (Colombia, 1965) es una política y líder indígena, reconocida principalmente por su activismo en favor de la defensa del territorio indígena y la resistencia pacífica a la guerra.

## Historia
María Beatriz Aniceto Pardo es la tercera de ocho hermanos. Su infancia transcurrió en un rancho de caña situado en la vereda de Agua Bendita, resguardo de Avirama en el municipio de Tierradentro, Cauca. Es hija de indígenas, dedicados principalmente al cultivo de fríjol. A los 9 años inició sus estudios primarios en escuelas ubicadas en las veredas de Chicaquio y La Muralla. A los 11 años, abandonó sus estudios y a su familia y se trasladó a la ciudad de Bogotá, donde residió en el barrio San Fernando, donde fue víctima de maltratos físicos. Escapo de dicho lugar y desde entonces empezó un tránsito como "esclava" en la casa de una familia de apellido Chávez, entre el municipio de Saldaña, Tolima y Bogotá.
María Beatriz Aniceto Pardo tiene tres hijos, uno de los cuales bautizo Sekdih. 
Como activista social María Beatriz Aniceto Pardo se ha desempeñado como coordinadora del Programa Mujer del Consejo Regional Indígena del Cauca (Cric) de la ONIC y de la Ruta Pacífica de Mujeres. También fue escogida para ser gobernadora de su cabildo indígena en 1998 y 1999.
Es líder de la Asociación de Cabildos Nasa Chxachxa, en particular del resguardo Avirama, ubicado en el municipio de Tierradentro, Cauca.
En 2005 fue nominada junto a otras 20 mujeres colombianas, al Premio Nobel de Paz en el marco de la iniciativa 1000 Mujeres para el Premio Nobel de la Paz 2005.  En las elecciones legislativas de 2015 fue elegida concejala del municipio de Páez (Belalcazar), departamento del Cauca, por el Partido Alianza Social Independiente, con 312 votos, equivalentes al 3,03 % del censo electoral de su municipio. En dicha corporación se desempeña en la Comisión Tercera permanente de presupuesto y hacienda.